# 渡辺和足
渡辺 和足（わたなべ わたる、別表記 : 渡邉 和足、1948年または1949年 - ）は、日本の国土交通技官。関東地方整備局長、河川局長、ダム水源地環境整備センター理事長、奥村組副社長を歴任。瑞宝中綬章受章。

## 経歴・人物
東京大学工学部土木工学科卒業。学生時代に柔道三段取得。1972年5月 中部地方建設局 (現・中部地方整備局) 河川計画課調査係、同年7月 庄内川工事事務所調査課、1974年4月 広島県土木建築部河川課技師、1975年４月 廿日市土木魚切ダム建設事業所、1976年4月 関東地方建設局企画課企画係長、1977年8月 同京浜工事事務所調査課長、1980年4月 関東地建河川計画課建設専門官（調査担当）、1982年7月 同河川調整課長、1983年4月 同河川計画課長、1985年4月 建設省河川局開発課課長補佐、1988年1月 財団法人ダム水源地環境整備センター調査二部次長、1990年 (平成2年) 4月 関東地建京浜工事事務所長、1992年1月 同省河川局治水課建設専門官、同年7月 同沿川整備対策官、1993年4月 官房政策企画官、1995年4月 関東地建利根川上流工事事務所長、1996年4月 同常陸工事事務所長、1997年4月 同省大臣官房技術調査室長、1999年4月 同河川局河川計画課長、2001年7月 鈴木藤一郎の後任として国土交通省水資源部長、2002年7月 同職を小林正典と交代し奥野晴彦の後任として関東地方整備局長、2005年8月 同職を門松武と交代し清治真人の後任として国土交通省河川局長、2006年7月 退官。同月 ダム水源地環境整備センター審議役、同年10月 同センター理事長、2015年７月 奥村組副社長執行役員、応用生態工学会理事。

## 栄典
- 2019年 秋の叙勲で国土交通行政事務功労により瑞宝中綬章を受章[1]